# Центральная Усадьба совхоза «Надеждинский»
Центра́льная Уса́дьба совхо́за «Наде́ждинский» — населённый пункт в Сердобском районе Пензенской области. Административный центр Песчанского сельсовета.

## География
Населённый пункт находится в юго-западной части Пензенской области, на расстоянии примерно 16 км (по прямой) к северо-востоку от Сердобска, административного центра района.

### Часовой пояс
Центральная Усадьба совхоза «Надеждинский» как и вся Пензенская область, находится в часовой зоне МСК (московское время). Смещение применяемого времени относительно UTC составляет +3:00.

## Население
| 1959 | 1979 | 1989 | 1996 | 2002 | 2010 |
| ---- | ---- | ---- | ---- | ---- | ---- |
| 132  | ↗562 | ↗794 | ↘789 | ↘735 | ↘620 |

### Национальный состав
Согласно результатам переписи 2002 года, в национальной структуре населения русские составляли 94 % из 735 чел.